# سرکش (فیلم ۱۹۱۸)
سرکش (انگلیسی: The Rogue) یک فیلم کمدی صامت کوتاه به کارگردانی آروید ئی. گیلستورم است که در سال ۱۹۱۸ منتشر شد. از بازیگران این فیلم می‌توان به اولیور هاردی، بیلی وست، اتل برتون، لئو وایت، رزمری ثبی، جو بوردو و باد راس اشاره کرد.